# Boston City FC
Boston City FC, é uma agremiação esportiva da cidade de Boston, Massachusetts. Atualmente disputa a NPSL.

## História
O Boston City FC foi fundado em 2015 por Renato Valentim e Palhinha.  Em 2016, na sua temporada inaugural, a equipe fica em segundo lugar da conferência, atrás apenas do New York Cosmos B, porém apenas o primeiro se classificou aos playoffs. Em 2015 a equipe disputou a Taça BH.

## Estatísticas

### Participações
|  | Participações em 2017 |

| Competição     | Competição               | Temporadas | Melhor campanha     | Estreia | Última | P | R |
| Estados Unidos | Lamar Hunt U.S. Open Cup | 1          | Segunda Fase (2017) | 2017    | 2017   |   | – |